# Богданиця
Бо́гданиця (болг. Богданица) — село в Пловдивськіѝ області Болгарії. Входить до складу общини Садово.

## Населення
За даними перепису населення 2011 року у селі проживали 615 осіб.
Національний склад населення села:
| Національність   | Кількість осіб | Відсоток |
| ---------------- | -------------- | -------- |
| болгари          | 524            | 89,1%    |
| цигани           | 56             | 9,5%     |
| турки            | 4              | 0,7%     |
| Всього відповіли | 588            |          |

Розподіл населення за віком у 2011 році:
Динаміка населення: